# Costera (género)
Costera es un género con 10 especies de plantas fanerógamas perteneciente a la familia Ericaceae.

## Taxonomía
El género  fue descrito por Johannes Jacobus Smith y publicado en Icones Bogorienses 4:. 1910. species

## Especies aceptadas
A continuación se brinda un listado de las especies del género Costera (género) aceptadas hasta febrero de 2014, ordenadas alfabéticamente. Para cada una se indica el nombre binomial seguido del autor, abreviado según las convenciones y usos.
- Costera borneensis
- Costera cyclophylla
- Costera endertii
- Costera lanaensis
- Costera loheri
- Costera lucida
- Costera macrantha
- Costera ovalifolia
- Costera sumatrana
- Costera tetramera